# Mazalvete
Mazalvete es una localidad española y también una entidad local menor del municipio de Candilichera, perteneciente a la provincia de Soria, en la comunidad autónoma de Castilla y León. Forma parte de la comarca de Campo de Gómara y del partido judicial de Soria.

## Geografía
Esta pequeña población de la comarca de Campo de Gómara está ubicada en el centro de la provincia de Soria, al este de la capital y separada por la sierra de Santa Ana.
Territorio separado del término municipal al que pertenece y rodeado de los términos de Arancón al norte; Cabrejas del Campo al sur y al oeste; y Almenar al este.

### Comunicaciones
Localidad situada en la carretera nacional N-234 de Soria a Calatayud, entre Ojuel y Almenar. Punto de partida de la carretera local SO-P-3004 que en dirección sur nos lleva a Cabrejas atravesando el trazado de la antigua línea de ferrocarril Santander-Mediterráneo.

## Historia
En el padrón que mandó hacer el rey Alfonso X el Sabio con motivo de un conflicto entre los clérigos parroquiales de las iglesias de Soria y los de las aldeas diezmeras, ya aparece esta pequeña localidad con el nombre de "Mazaluet" y en el que figuraban 1 vecino, 3 atemplantes y 8 moradores.
El censo de Pecheros de 1528, en el que no se contaban eclesiásticos, hidalgos y nobles, registraba la existencia de 8 pecheros, es decir unidades familiares que pagaban impuestos. En el documento original figura como Mazaluete, formando parte del Sexmo de Arciel
A la caída del Antiguo Régimen la localidad se constituye en municipio constitucional en la región de Castilla la Vieja, en el partido de Soria, que en el censo de 1842 contaba con 25 hogares y 96 vecinos.
Hacia mediados del siglo XIX, el lugar tenía contabilizadas 25 casas. Aparece descrito en el decimoprimer volumen del Diccionario geográfico-estadístico-histórico de España y sus posesiones de Ultramar de Pascual Madoz de la siguiente manera:

MAZALVETE: l. con ayunt. en la prov. y part. jud. de Soria (3 leg.), aud. terr. y c. g. de Burgos (25), dióc. de Osma (13): sit. en un llano y combatido principalmente por los vientos N. y O.; su clima es frio, y las enfermedades mas frecuentes, reumas y fluxiones á los ojos: tiene 25 casas, la consistorial que sirve de cárcel y escuela de instruccion primaria, frecuentada por 24 alumnos de ambos sexos, á cargo de un maestro, sacristan y secretario de ayunt., dotado con 20 fan. de trigo y 100 rs. al año; una fuente de aguas gruesas, de que se surte el vecindario para beber y demas usos domésticos, una igl. parr. (La Asuncion de Ntra. Sra.), servida por un cura cuya plaza es de primer ascenso y de provision real y ordinaria. térm.: confina N. Tozalmoro; E. Peroniel y Almenar; S. Ojuel y Candilichera, y O. Cabrejas; dentro de él se encuentran varios manantiales y el desp. de Andaba: el terreno es arenoso, flojo y de mediana calidad. caminos: los de herradura que dirigen á los pueblos limítrofes y el de carruage que conduce de Soria á Aragon. correo: se recibe y despacha en la adm. de Soria. prod.: trigo, centeno, cebada, avena, almortas, guisantes y yerbas de pasto, con las que se mantiene ganado lanar, vacuno y mular. ind.: la agrícola y recria de ganados. comercio: esportacion del sobrante de frutos, algun ganado y lana, é importacion de los art. de consumo que faltan. pobl.: 25 vec., 96 alm. cap. imp.: 37,479 rs. 26 mrs. presupuesto municipal: 1,000 rs., se cubre por reparto entre los vec.
(Madoz, 1848, p. 318)

Posteriormente se integró en Candilichera.

## Demografía
En el año 1981 contaba con 61 habitantes, concentrados en el núcleo principal, pasando a 15 en 2023, 11 varones y 4 mujeres.
| Gráfica de evolución demográfica de Mazalvete entre 2003 y 2023                                  |
|                                                                                                  |
| Población de derecho (2003-2023) según los censos de población del INE a 1 de enero de cada año. |

## Patrimonio

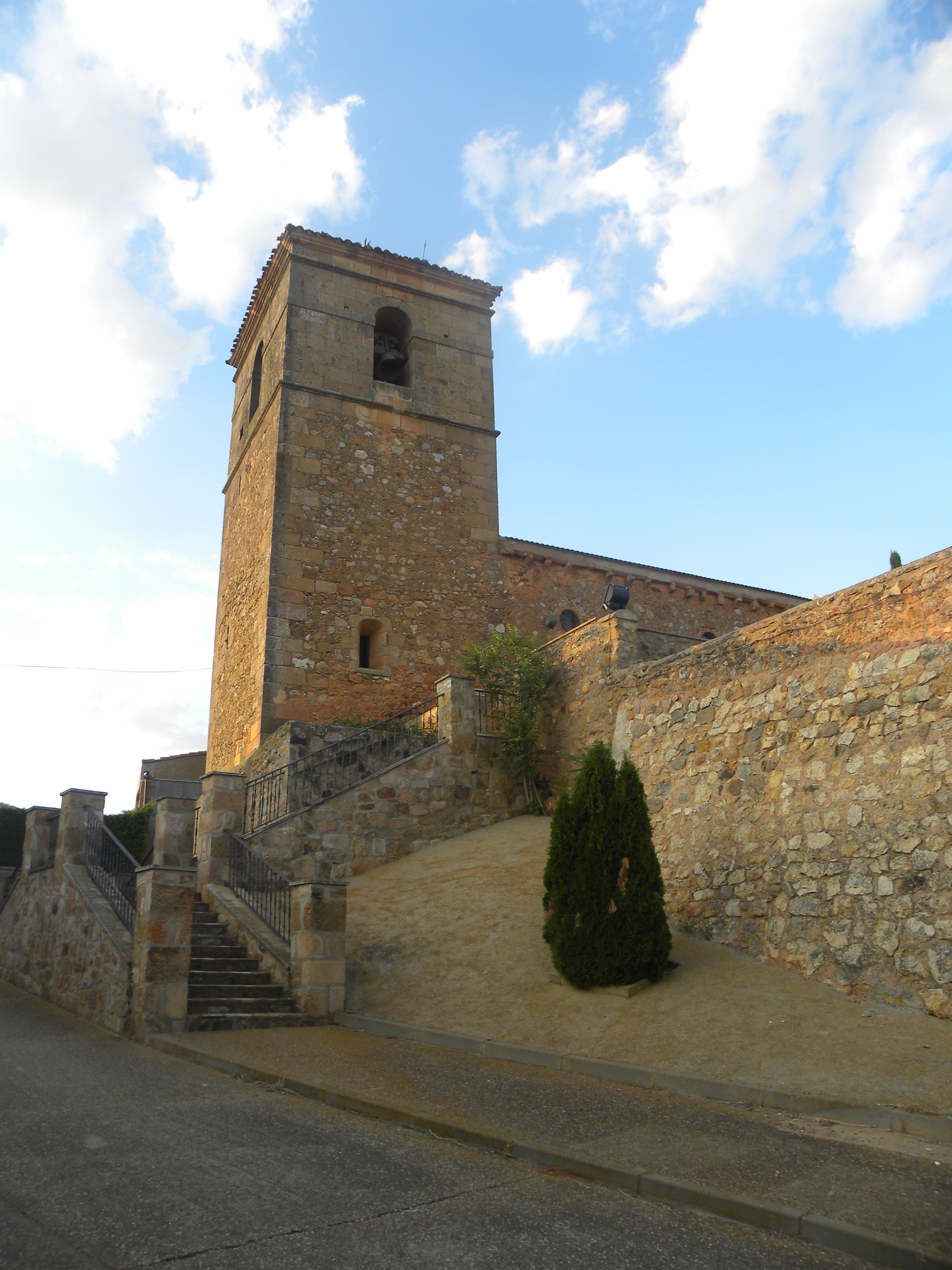
Iglesia de la Asunción

- Iglesia de Nuestra Señora de la Asunción[11]

## Fiestas
- Fiesta patronal de San Paulino de Nola: 22 de junio
- Fiesta de Nuestra Señora de la Asunción: 15 de agosto